# Elizeta Ramos
Elizeta Maria de Paiva Ramos (Rio de Janeiro, 29 de agosto de 1954) é uma jurista brasileira. Foi procuradora-geral da República, em caráter interino, de setembro a dezembro de 2023.
Formou-se em direito pela Universidade Gama Filho (UGF), em 1977, e ingressou no Ministério Público Federal (MPF) como procuradora da República, em 1989, atuando no Espírito Santo e no Distrito Federal. Foi promovida a subprocuradora-geral da República, em 2009.
Em 27 de setembro de 2023, com o término do mandato do Procurador-Geral da República Augusto Aras e, sem a indicação de um novo PGR pelo presidente da República, assumiu interinamente o cargo, conforme a lei complementar 75/93.